# Bernac-Debat
Bernac-Debat ist eine französische Gemeinde mit 739 Einwohnern (Stand 1. Januar 2022) im Département Hautes-Pyrénées in der Region Okzitanien (vor 2016: Midi-Pyrénées). Die Gemeinde gehört zum Arrondissement Tarbes und zum Kanton Moyen-Adour.
Die Einwohner werden Bernacais und Bernacaises genannt.

## Geographie
Bernac-Debat liegt circa acht Kilometer südöstlich von Tarbes in dessen Einzugsbereich (Aire urbaine) in der historischen Grafschaft Bigorre.
Umgeben wird Bernac-Debat von den sieben Nachbargemeinden:
| Salles-Adour | Allier                                      |                 |
| Momères      | Kompassrose, die auf Nachbargemeinden zeigt | Barbazan-Dessus |
| Saint-Martin | Arcizac-Adour                               | Bernac-Dessus   |

Bernac-Debat liegt im Einzugsgebiet des Flusses Adour, der nahe der Grenze zu den westlichen Nachbargemeinden Momères und Saint-Martin von Süd nach Nord fließt. Ebenso durchqueren das Gebiet der Gemeinde der Canal d’Alaric, ein Seitenkanal des Adour und seine Zuflüsse Ruisseau de Layet und Echéoux.

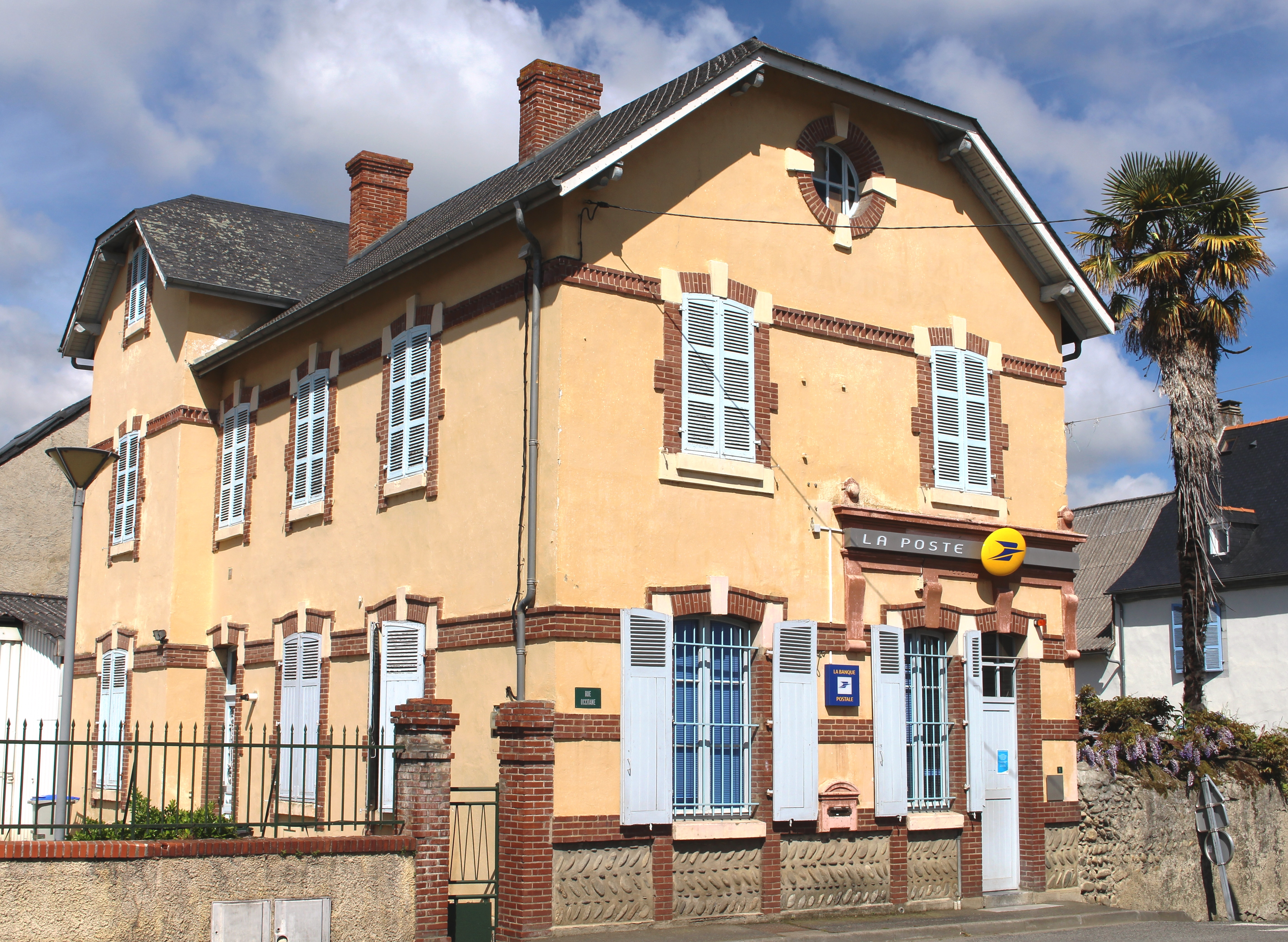
Postbüro

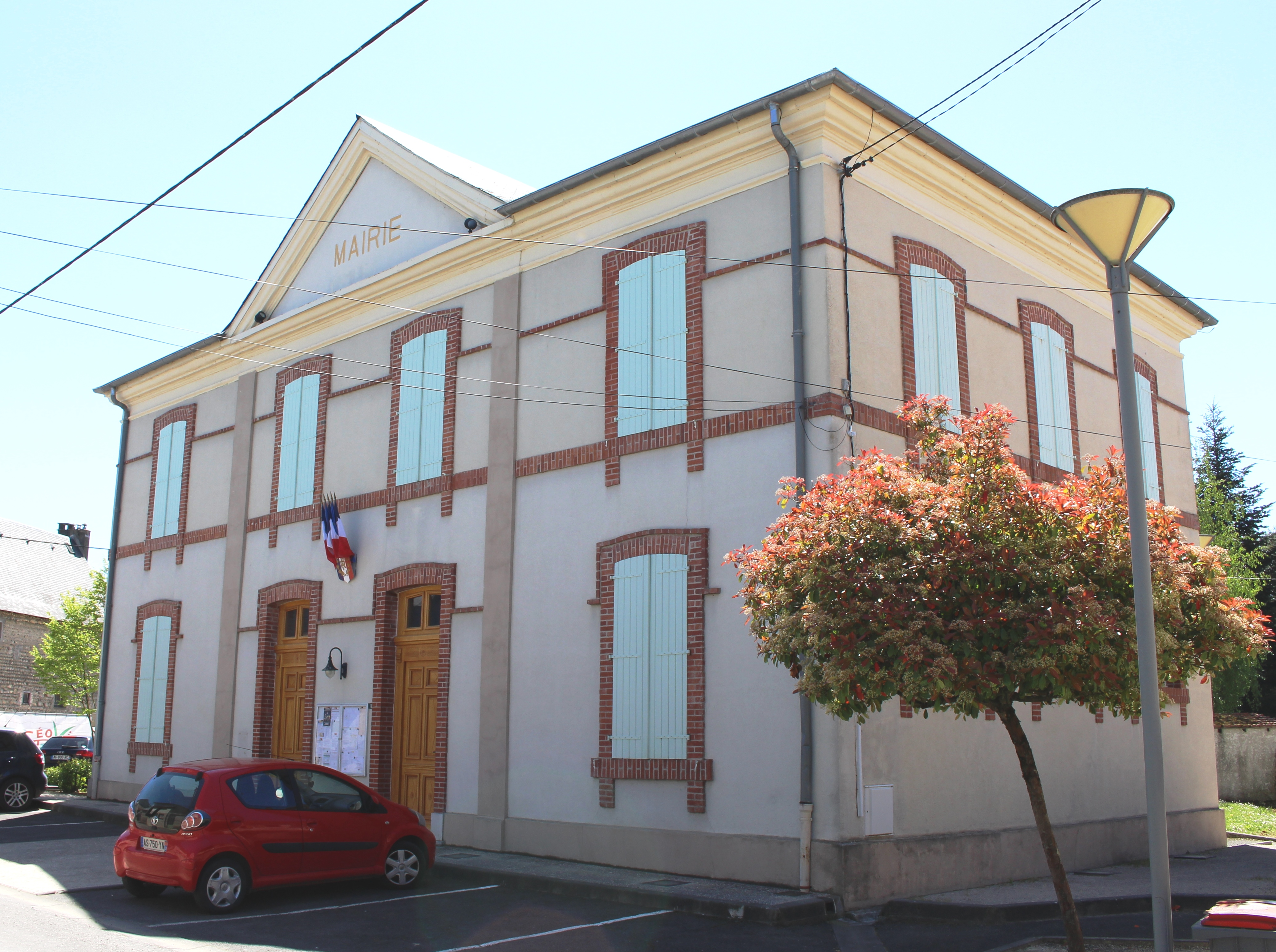
Bürgermeisteramt (Mairie) von Bernac-Debat

## Toponymie
Der okzitanische Name der Gemeinde heißt Bernac Devath. Der erste Namensteil stammt von einem galloromanischen Eigennamen Brennus, einem germanischen Eigennamen Bernus oder einem gallischen Eigennamen Vernus oder Verno und dem Suffix -acum ab („Landgut des Brennus/Bernus/Vernus/Verno“). Der zweite Namensteil ist eine Ableitung des gascognischen devath („nördlich“ im Verhältnis zu Bernac-Dessus).
Toponyme und Erwähnungen von Bernac-Debat waren:
- A Bernag Debat (gegen 1200–1230, Kopialbuch der Grafschaft Bigorre),
- Bernag Deius (1285, Volkszählung des Adels im Bigorre),
- De Bernaco (1313 und 1342, Steuerliste Debita regi Navarre bzw. Kirchenregister von Tarbes),
- de Bernaco Inferiore (1379, Prokuration Tarbes),
- Vernac Debat und Bernac Debat (1429, Zensusliste der Grafschaft Bigorre),
- Bernac de Bat (1750, Karte von Cassini),
- Bernac Debat (1793, Notice Communale),
- Bernac-de-Bas (1801, Bulletin des lois).[4][5][6]

## Einwohnerentwicklung
Nach Beginn der Aufzeichnungen stieg die Einwohnerzahl bis zur ersten Hälfte des 19. Jahrhunderts auf einen Höchststand von rund 790. In der Folgezeit sank die Größe der Gemeinde bei kurzen Erholungsphasen bis zu den 1960er Jahren auf rund 410 Einwohner, bevor eine Wachstumsphase einsetzte, die bis heute anhält.
| Jahr      | 1962 | 1968 | 1975 | 1982 | 1990 | 1999 | 2006 | 2011 | 2022 |
| --------- | ---- | ---- | ---- | ---- | ---- | ---- | ---- | ---- | ---- |
| Einwohner | 408  | 439  | 503  | 461  | 528  | 557  | 593  | 663  | 739  |

## Sehenswürdigkeiten

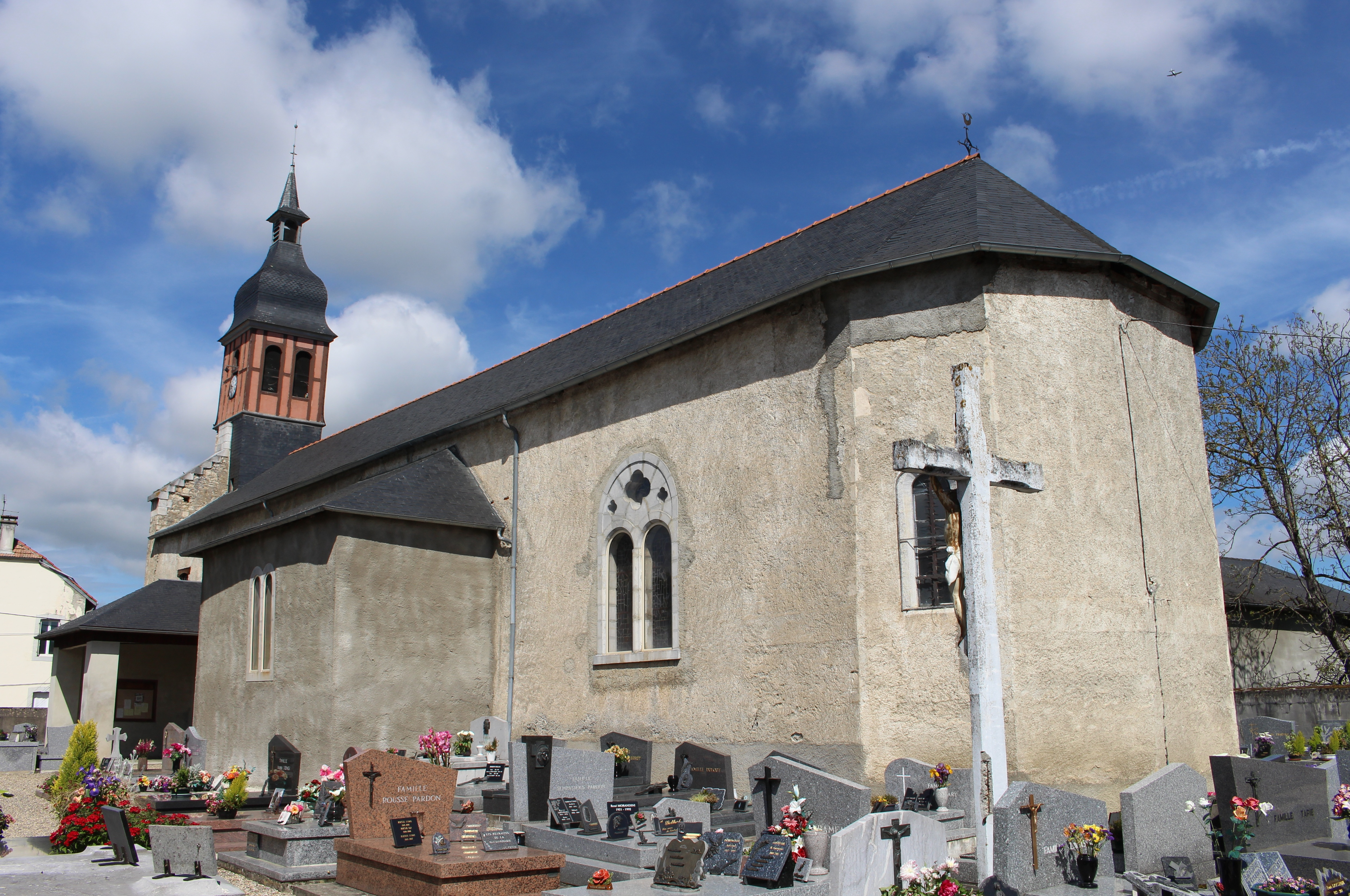
Pfarrkirche Saint-Séréné
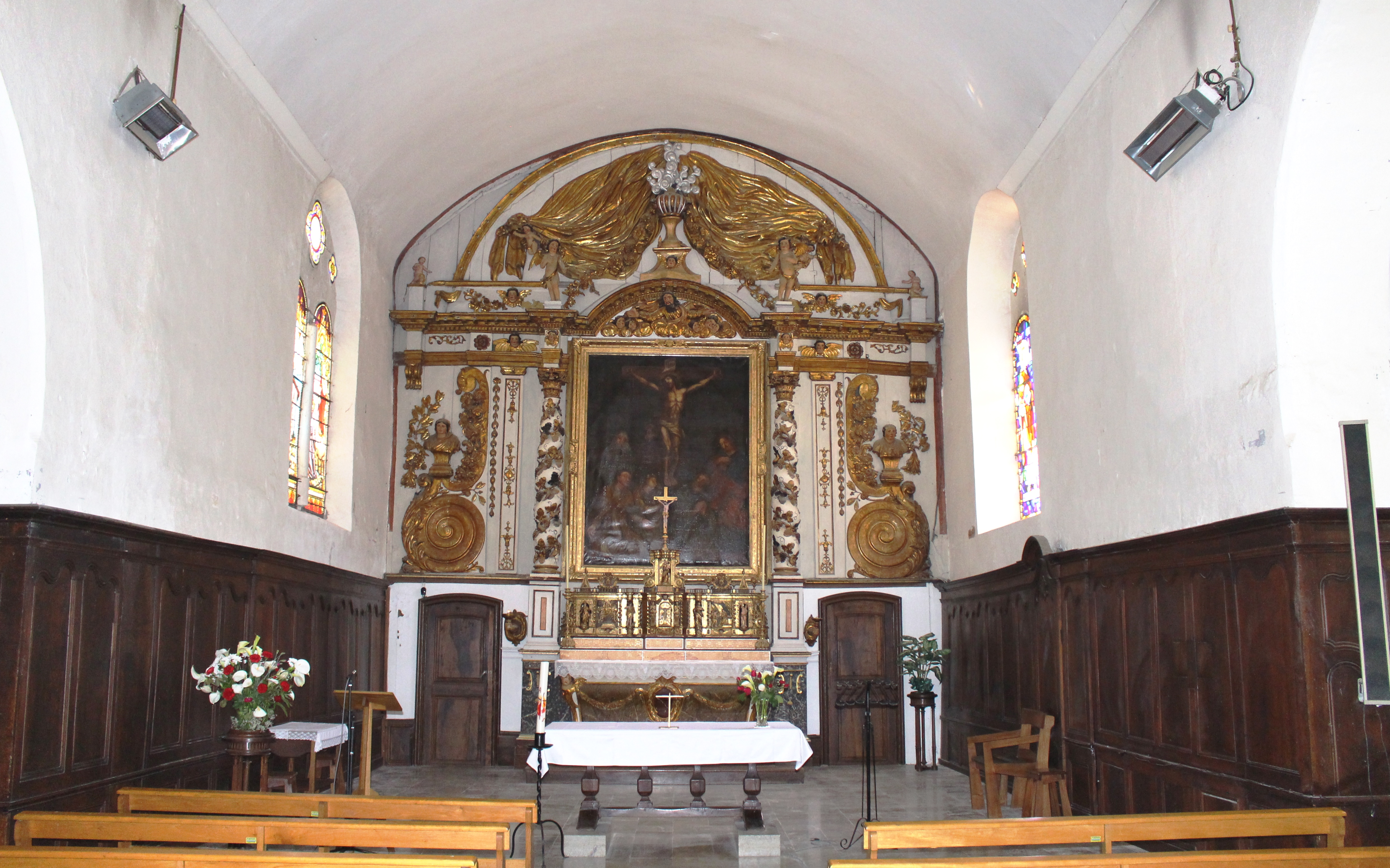
Chor
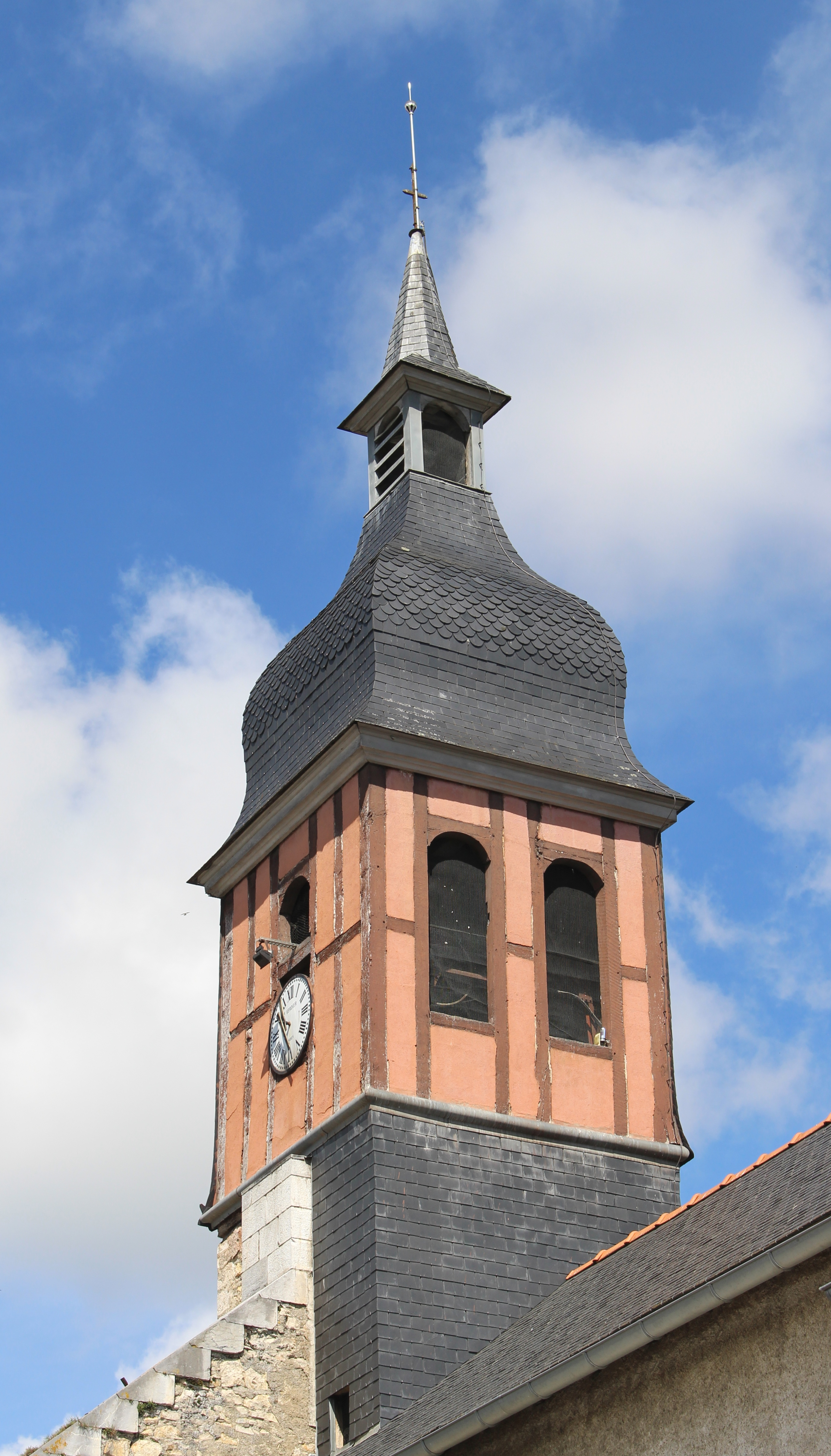
Glockenturm

- Pfarrkirche Saint-Séréné
- Chor
- Glockenturm

## Wirtschaft und Infrastruktur

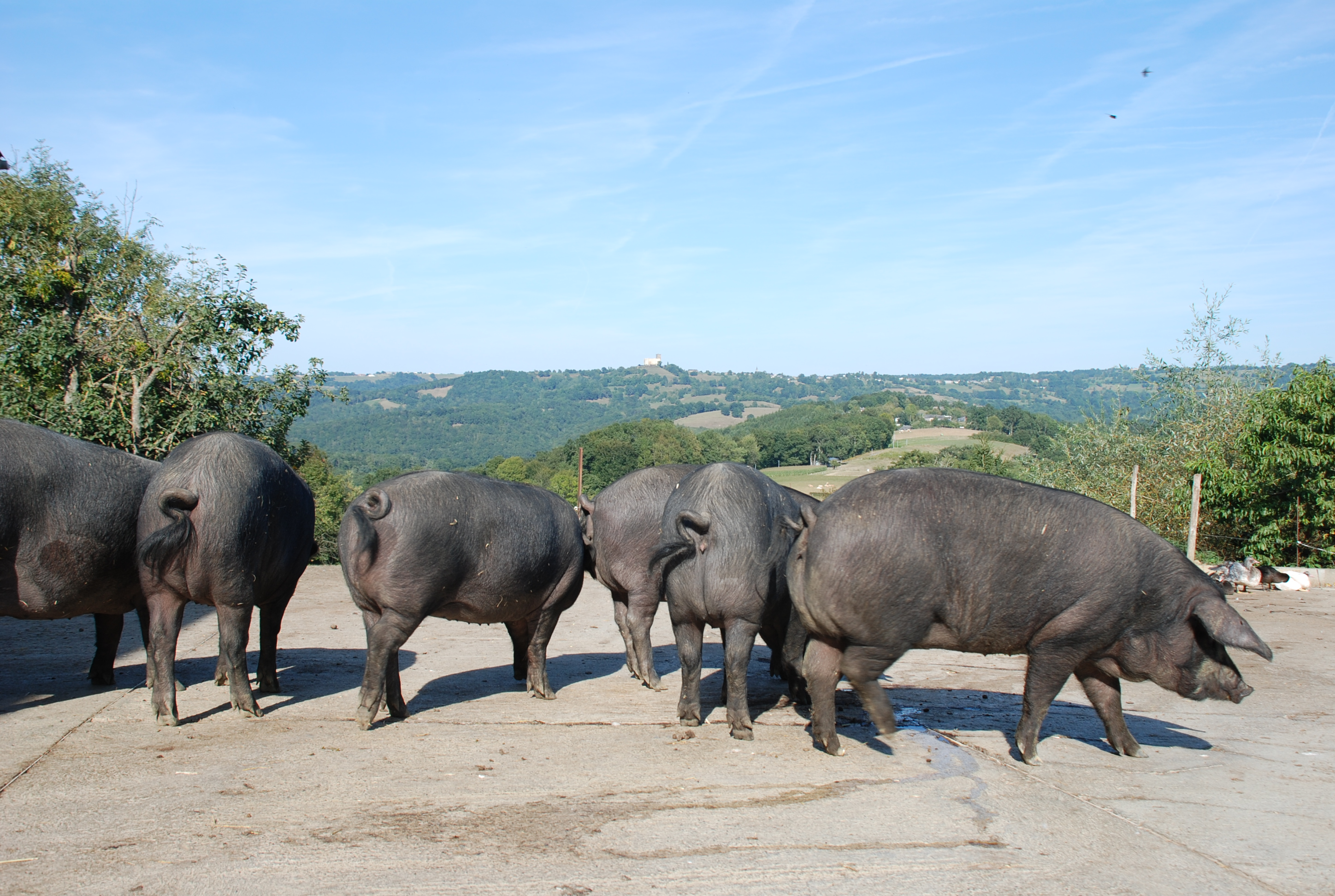
Porcs Noirs de Bigorre

Bernac-Debat liegt in den Zonen AOC der Schweinerasse Porc noir de Bigorre und des Schinkens Jambon noir de Bigorre.

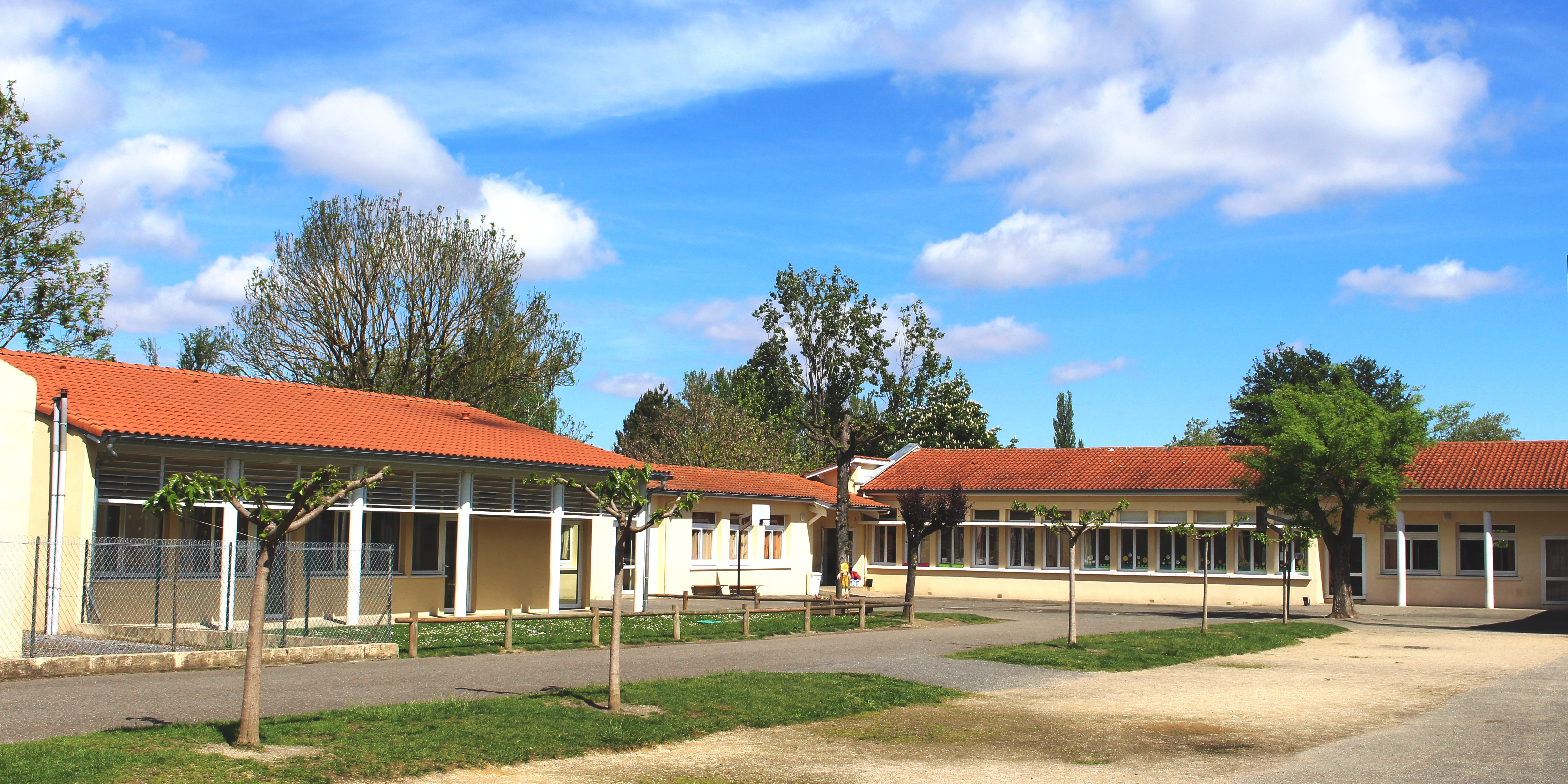
Schule in Bernac-Debat

### Bildung
Die Gemeinde verfügt über eine öffentliche Vor- und Grundschule mit 70 Schülerinnen und Schülern im Schuljahr 2019/2020.

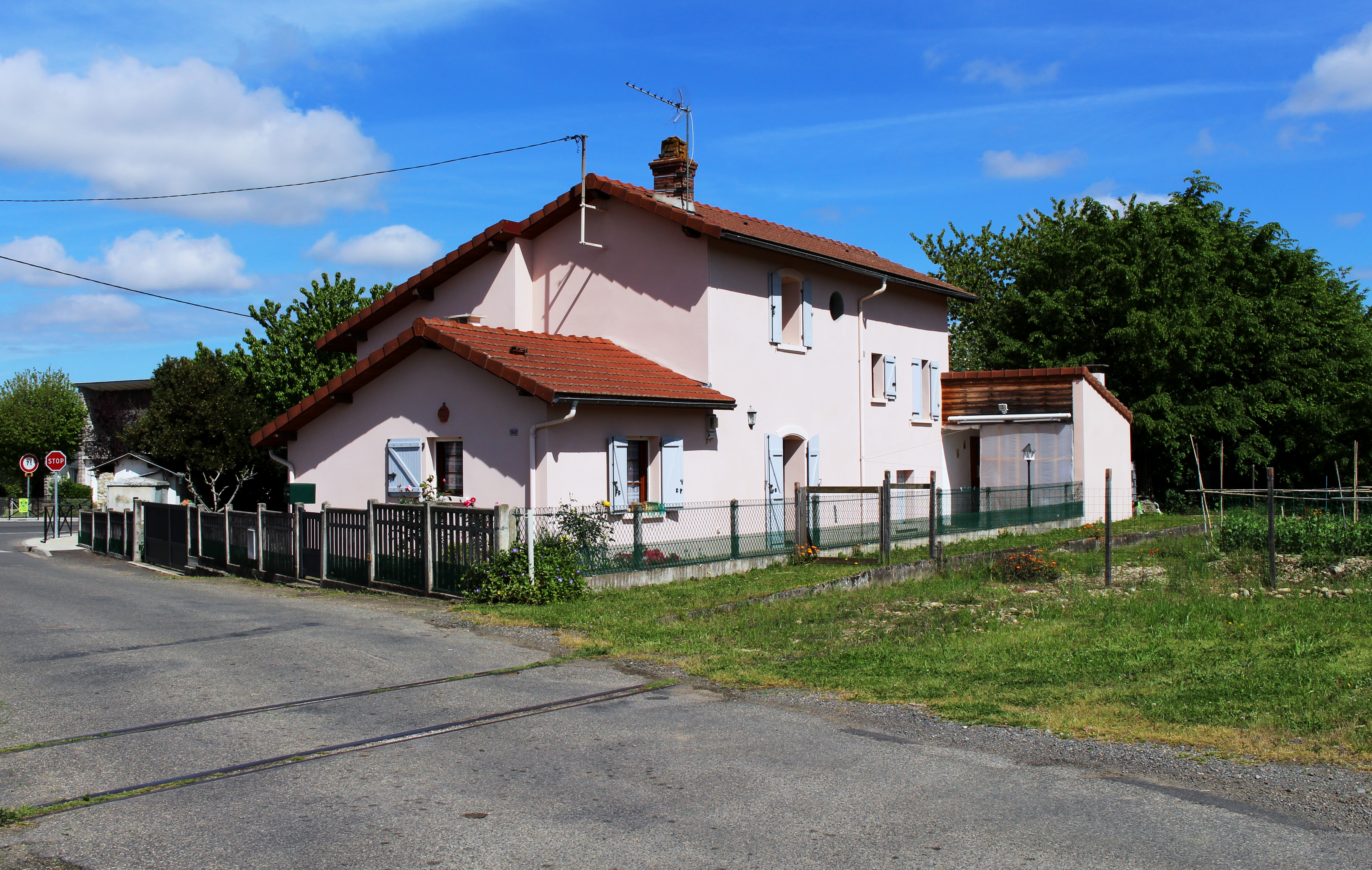
Bahnübergang

### Verkehr
Bernac-Debat ist erreichbar über die Routes départementales 8, 119 und 508.
Die Bahnstrecke Morcenx–Bagnères-de-Bigorre durchquert das Gemeindegebiet. Heute wird sie allerdings nur noch für den Güterverkehr genutzt.